# Jouques

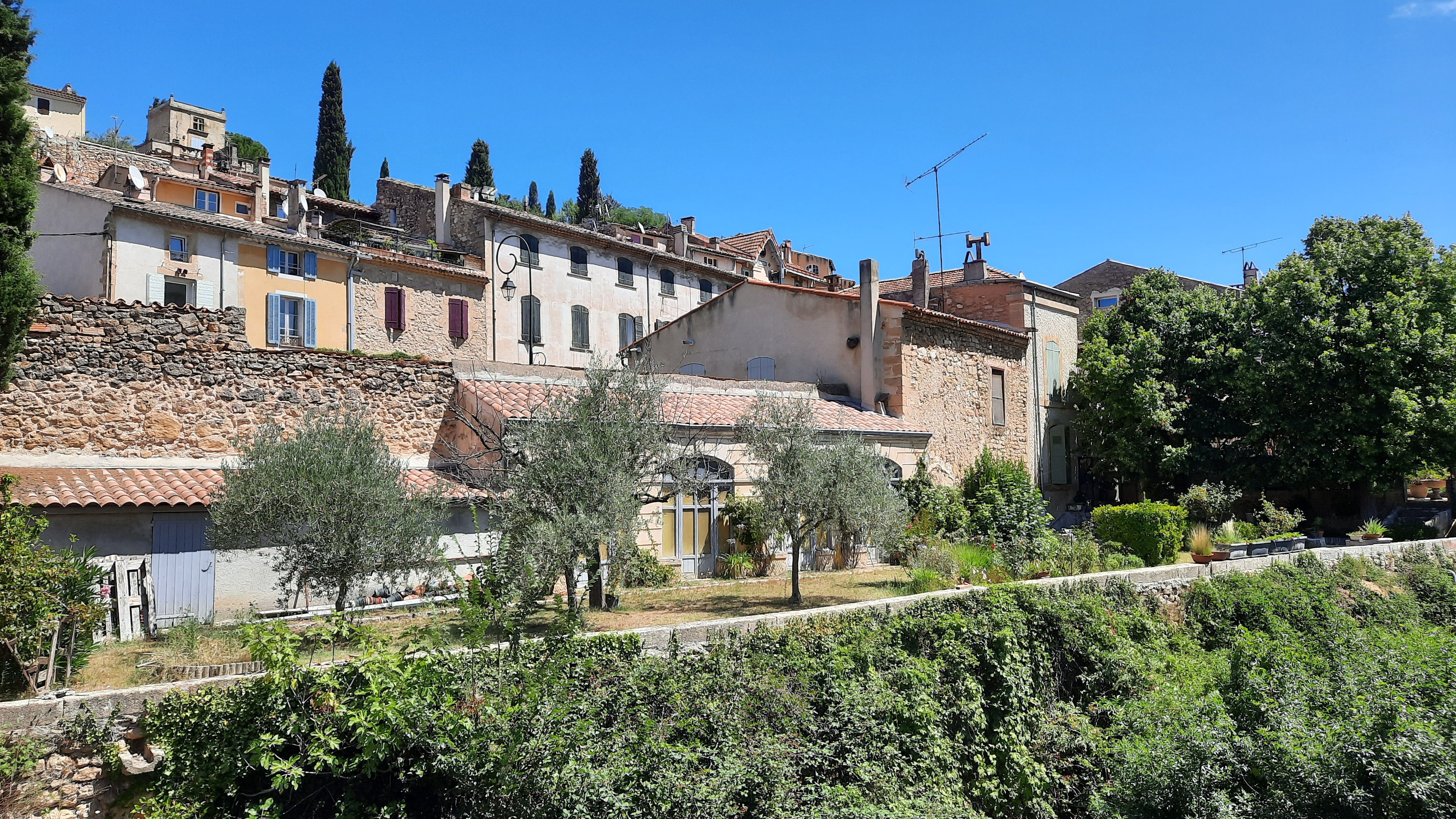
Vue du village.

Jouques (en occitan Jocas) est une commune française située au nord-est du département des Bouches-du-Rhône et dans la région Provence-Alpes-Côte d'Azur. Ses habitants sont appelés les Jouquards.

## Géographie
Commune de l'aire urbaine de Marseille-Aix-en-Provence située en Provence, à 20 km au nord-est d'Aix-en-Provence. Elle fait aussi partie de l'unité urbaine de Peyrolles-en-Provence.

### Communes limitrophes

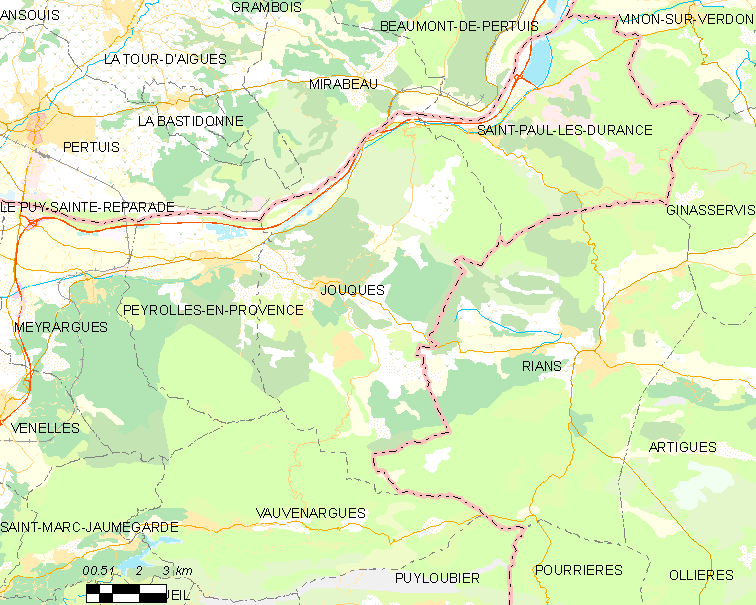
Carte de la commune de Jouques et de ses proches communes.

### Climat
Pour des articles plus généraux, voir Climat de Provence-Alpes-Côte d'Azur et Climat des Bouches-du-Rhône.
En 2010, le climat de la commune est de type climat méditerranéen franc, selon une étude du Centre national de la recherche scientifique s'appuyant sur une série de données couvrant la période 1971-2000. En 2020, Météo-France publie une typologie des climats de la France métropolitaine dans laquelle la commune est exposée à un climat méditerranéen et est dans la région climatique  Provence, Languedoc-Roussillon, caractérisée par une pluviométrie faible en été, un très bon ensoleillement (2 600 h/an), un été chaud (21,5 °C), un air très sec en été, sec en toutes saisons, des vents forts (fréquence de 40 à 50 % de vents > 5 m/s) et peu de brouillards. 
Pour la période 1971-2000, la température annuelle moyenne est de 13,2 °C, avec une amplitude thermique annuelle de 16,6 °C. Le cumul annuel moyen de précipitations est de 701 mm, avec 6 jours de précipitations en janvier et 2,4 jours en juillet. Pour la période 1991-2020, la température moyenne annuelle observée sur la station météorologique de Météo-France la plus proche, « Peyrolles en Provence », sur la commune de Peyrolles-en-Provence à 4 km à vol d'oiseau, est de 14,1 °C et le cumul annuel moyen de précipitations est de 595,4 mm. 
La température maximale relevée sur cette station est de 44,4 °C, atteinte le 28 juin 2019 ; la température minimale est de −14,1 °C, atteinte le 12 février 2012,,. 
| Mois                                  | jan.           | fév.           | mars          | avril         | mai           | juin          | jui.          | août          | sep.          | oct.          | nov.          | déc.          | année      |
| ------------------------------------- | -------------- | -------------- | ------------- | ------------- | ------------- | ------------- | ------------- | ------------- | ------------- | ------------- | ------------- | ------------- | ---------- |
| Température minimale moyenne (°C)     | 0,5            | 0,2            | 2,9           | 6             | 9,3           | 12,9          | 15,2          | 14,5          | 11,9          | 8,8           | 4,5           | 0,7           | 7,3        |
| Température moyenne (°C)              | 5,9            | 6,4            | 9,6           | 13            | 16,6          | 21            | 23,8          | 23            | 19,4          | 15,1          | 9,9           | 6             | 14,1       |
| Température maximale moyenne (°C)     | 11,3           | 12,6           | 16,3          | 20,1          | 24            | 29            | 32,4          | 31,6          | 26,9          | 21,5          | 15,4          | 11,3          | 21         |
| Record de froid (°C) date du record   | −10,1 17.01.17 | −14,1 12.02.12 | −7,7 13.03.06 | −4,5 03.04.22 | −1,2 06.05.19 | 1,5 01.06.06  | 6,8 15.07.16  | 5,6 31.08.10  | 1,7 27.09.20  | −4,1 22.10.07 | −8 17.11.07   | −11 30.12.05  | −14,1 2012 |
| Record de chaleur (°C) date du record | 20,1 10.01.15  | 23,3 27.02.19  | 26,1 30.03.12 | 29,2 10.04.11 | 34,3 23.05.07 | 44,4 28.06.19 | 38,9 31.07.18 | 41,5 23.08.23 | 35,5 04.09.23 | 32,3 08.10.23 | 23,8 14.11.23 | 21,6 30.12.21 | 44,4 2019  |
| Précipitations (mm)                   | 48,3           | 37,4           | 36,9          | 49            | 49,3          | 47,6          | 22,6          | 30,4          | 54,1          | 81            | 84,5          | 54,3          | 595,4      |

| Diagramme climatique                                  |             |             |         |           |            |              |              |              |           |             |             |
| J                                                     | F           | M           | A       | M         | J          | J            | A            | S            | O         | N           | D           |
| 11,30,548,3                                           | 12,60,237,4 | 16,32,936,9 | 20,1649 | 249,349,3 | 2912,947,6 | 32,415,222,6 | 31,614,530,4 | 26,911,954,1 | 21,58,881 | 15,44,584,5 | 11,30,754,3 |
| Moyennes : • Temp. maxi et mini °C • Précipitation mm |             |             |         |           |            |              |              |              |           |             |             |

Les paramètres climatiques de la commune ont été estimés pour le milieu du siècle (2041-2070) selon différents scénarios d'émission de gaz à effet de serre à partir des nouvelles projections climatiques de référence DRIAS-2020. Ils sont consultables sur un site dédié publié par Météo-France en novembre 2022.

## Urbanisme

### Typologie
Au 1er janvier 2024, Jouques est catégorisée petite ville, selon la nouvelle grille communale de densité à 7 niveaux définie par l'Insee en 2022.
Elle appartient à l'unité urbaine de Peyrolles-en-Provence, une agglomération intra-départementale dont elle est une commune de la banlieue,. Par ailleurs la commune fait partie de l'aire d'attraction de Marseille - Aix-en-Provence, dont elle est une commune de la couronne,. Cette aire, qui regroupe 115 communes, est catégorisée dans les aires de 700 000 habitants ou plus (hors Paris),.

### Occupation des sols
L'occupation des sols de la commune, telle qu'elle ressort de la base de données européenne d’occupation biophysique des sols Corine Land Cover (CLC), est marquée par l'importance des forêts et milieux semi-naturels (66,9 % en 2018), en diminution par rapport à 1990 (71,4 %). La répartition détaillée en 2018 est la suivante : 
forêts (52,5 %), zones agricoles hétérogènes (19,8 %), milieux à végétation arbustive et/ou herbacée (12,2 %), terres arables (5,8 %), zones urbanisées (4 %), cultures permanentes (2,9 %), espaces ouverts, sans ou avec peu de végétation (2,2 %), eaux continentales (0,6 %). L'évolution de l’occupation des sols de la commune et de ses infrastructures peut être observée sur les différentes représentations cartographiques du territoire : la carte de Cassini (XVIIIe siècle), la carte d'état-major (1820-1866) et les cartes ou photos aériennes de l'IGN pour la période actuelle (1950 à aujourd'hui).

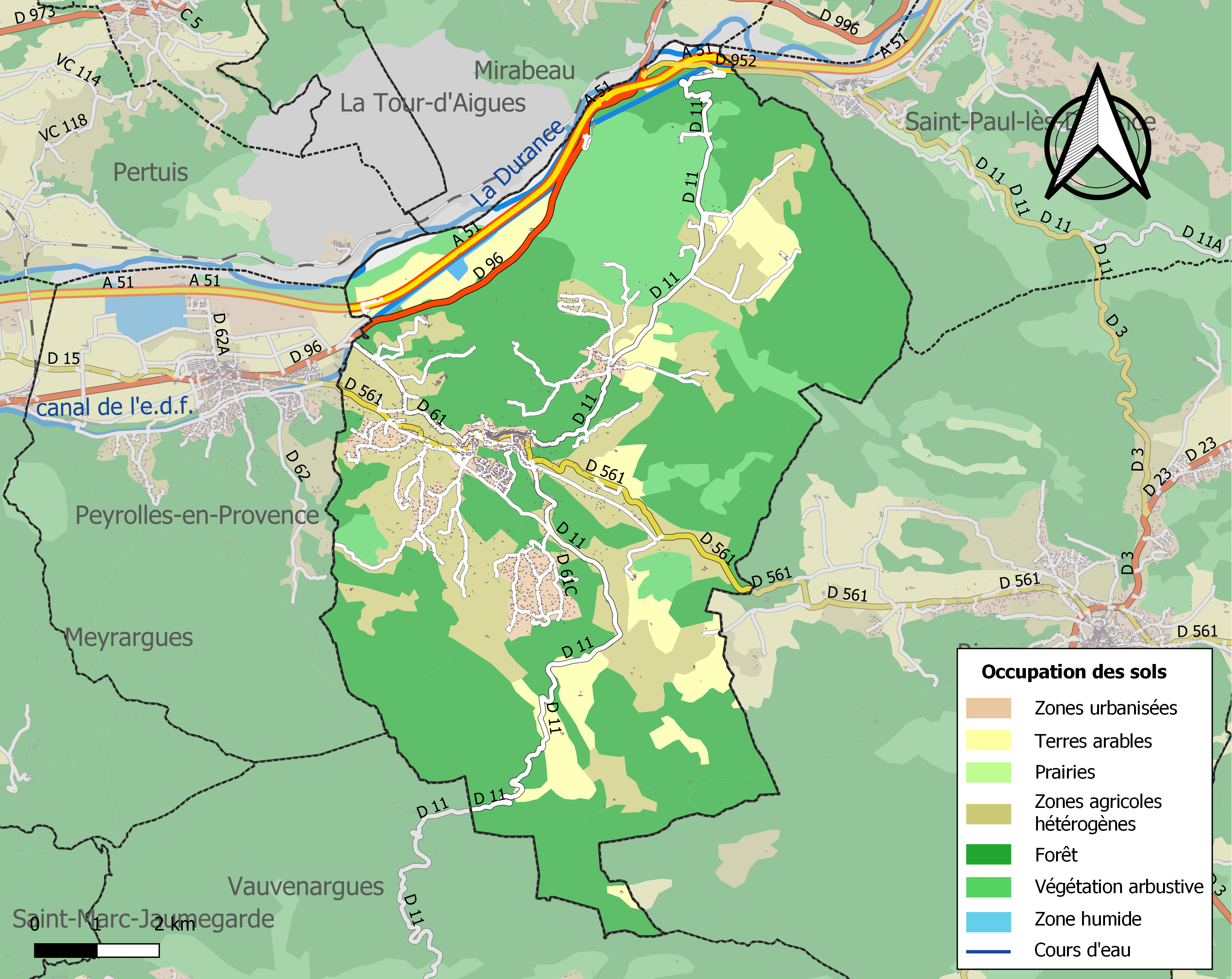
Carte des infrastructures et de l'occupation des sols de la commune en 2018 (CLC).

## Histoire
Les plus anciennes traces de présence humaine à Jouques remontent à 11 000 ans avant Jésus-Christ (époque Moustérienne). Véritable trésor archéologique, la grotte de l'Adaouste est située aux confins du lieu-dit de Bèdes. Nichée sur une falaise, elle domine la vallée de la Durance.
De 300 à 100 avant Jésus-Christ, le site accueille un oppidum gallo-romain encore dressé. Non loin des principaux vestiges se trouve la chapelle Notre-Dame-de-Consolation datant du XIIe siècle.
Au premier siècle, l'occupant romain met en chantier un aqueduc qui conduit l'eau de la source de Traconnade, située sur le territoire de la commune, jusqu'à Aix-en-Provence.
Au Moyen Âge, le bourg se construit sur la colline, blotti dans des remparts, protégé par le château d'If (ouvrage défensif aujourd'hui en ruines) et sous la protection de Notre-Dame-de-la-Roque.
Hors les murs, l'église Saint-Pierre (XIe – XIXe siècles), chapelle funéraire du XIe, agrandie au XVIe siècle, devient église paroissiale et cela jusqu'à nos jours.
Du XIIIe au XVIe siècle, la population migre vers le plateau du Piémont situé juste en dessous (le château des seigneurs de Jouques, construit et détruit durant cette période dans cette zone, n'existe plus).
À partir du XVIe siècle, le nouveau village prend forme, les seigneurs cédant bail (vente de terrains), les habitants construisent sur les flancs de la colline (partie dite médiévale) jusqu'au niveau du ruisseau le Riaou (ou Réal).
Le boulevard principal, appelé maintenant boulevard de la République, compte cinq fontaines sur son parcours orné de platanes : du début du village (fontaine du Moulin) jusqu'à la fin (fontaine du Saint-Esprit).
Au milieu du XIXe siècle le village s'agrandit et s'étend vers l'est : quartier des Maisons Neuves.
La fête du village est célébrée à la Saint-Baqui (le 2 octobre), un martyr d'origine syrienne dont le village a longtemps possédé les reliques. 
En 2015, la commune est fermée pour cause de travaux.
Après la fin de la guerre d'Algérie, un hameau de forestage est installé en 1963, au lieu-dit le Logis d'Anne, à 8 km de Jouques, faisant partie intégrante de la commune et destiné à d'anciens harkis et leurs familles. Ce camp a existé jusqu'en 1995, avant d'être laissé à l'abandon.

## Politique et administration

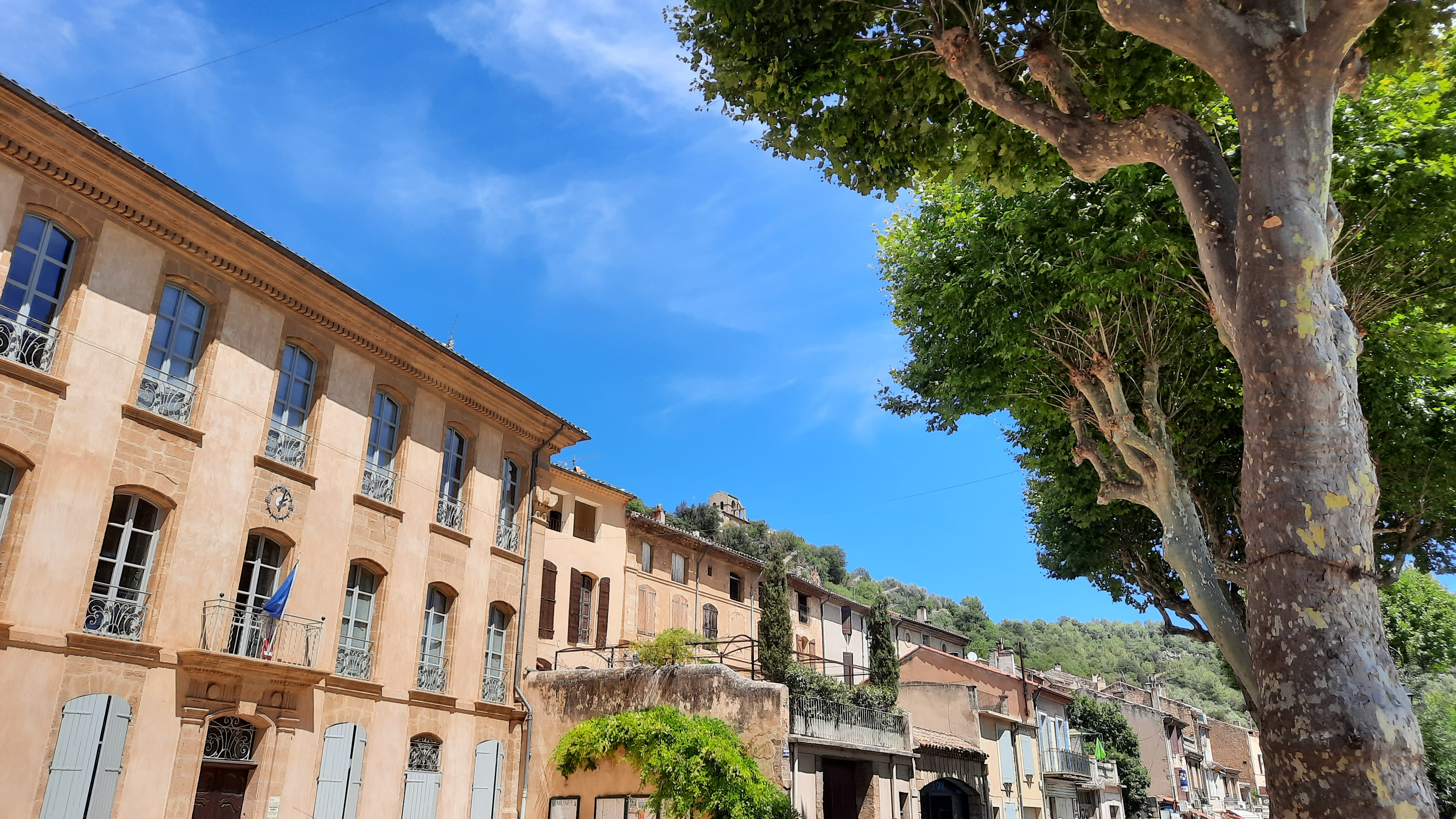
Mairie de Jouques.

### Administration municipale
Le nombre d'habitants au recensement de 2017 était de 4 413, le nombre de membres du conseil municipal pour l'élection de 2020 est de vingt sept,

### Liste des maires
| Période                                  | Période   | Identité           | Étiquette | Qualité                                                                                          |
| ---------------------------------------- | --------- | ------------------ | --------- | ------------------------------------------------------------------------------------------------ |
| 1920                                     | mai 1925  | Jean-Marie Lacombe | SFIO      |                                                                                                  |
| Les données manquantes sont à compléter. |           |                    |           |                                                                                                  |
| 1928                                     | 1935      | Michel Latil       | SFIO      | Agriculteur Conseiller général du canton de Peyrolles-en-Provence (1928 → 1940)                  |
| Les données manquantes sont à compléter. |           |                    |           |                                                                                                  |
| mars 1983                                | mars 2001 | Georges Honnorat   |           |                                                                                                  |
| mars 2001                                | 2020      | Guy Albert         | PS        | Retraité de la fonction publique Vice-président du conseil de territoire du Pays d'Aix (2016 → ) |
| juin 2020                                | En cours  | Éric Garcin        | SE        | Producteur d'huile d'olive                                                                       |
| Les données manquantes sont à compléter. |           |                    |           |                                                                                                  |

### Fiscalité
| Taxe                                                | Part communale | Part intercommunale | Part départementale | Part régionale |
| --------------------------------------------------- | -------------- | ------------------- | ------------------- | -------------- |
| Taxe d'habitation (TH)                              | 10,69 %        | 0,00 %              | 9,19 %              | 0,00 %         |
| Taxe foncière sur les propriétés bâties (TFPB)      | 13,20 %        | 0,00 %              | 10,85 %             | 2,36 %         |
| Taxe foncière sur les propriétés non bâties (TFPNB) | 30,83 %        | 0,00 %              | 9,80 %              | 8,85 %         |
| Taxe professionnelle (TP)                           | 0,00 %         | 19,00 %             | 7,08 %              | 3,84 %         |

La part régionale de la taxe d'habitation n'est pas applicable.
La taxe professionnelle est remplacée en 2010 par la cotisation foncière des entreprises (CFE) portant sur la valeur locative des biens immobiliers et par la contribution sur la valeur ajoutée des entreprises (CVAE) (les deux formant la contribution économique territoriale (CET) qui est un impôt local instauré par la loi de finances pour 2010).

## Population et société

### Démographie
L'évolution du nombre d'habitants est connue à travers les recensements de la population effectués dans la commune depuis 1793. Pour les communes de moins de 10 000 habitants, une enquête de recensement portant sur toute la population est réalisée tous les cinq ans, les populations de référence des années intermédiaires étant quant à elles estimées par interpolation ou extrapolation. Pour la commune, le premier recensement exhaustif entrant dans le cadre du nouveau dispositif a été réalisé en 2008.

En 2022, la commune comptait 4 478 habitants, en évolution de +1,7 % par rapport à 2016 (Bouches-du-Rhône : +2,48 %, France hors Mayotte : +2,11 %).
| 1793  | 1800  | 1806  | 1821  | 1831  | 1836  | 1841  | 1846  | 1851  |
| ----- | ----- | ----- | ----- | ----- | ----- | ----- | ----- | ----- |
| 1 700 | 1 586 | 1 542 | 1 789 | 1 832 | 1 834 | 1 775 | 1 804 | 1 827 |

| 1856  | 1861  | 1866  | 1872  | 1876  | 1881  | 1886  | 1891  | 1896  |
| ----- | ----- | ----- | ----- | ----- | ----- | ----- | ----- | ----- |
| 1 716 | 1 684 | 1 605 | 1 493 | 1 502 | 1 504 | 1 508 | 1 506 | 1 301 |

| 1901  | 1906  | 1911  | 1921  | 1926  | 1931  | 1936 | 1946  | 1954  |
| ----- | ----- | ----- | ----- | ----- | ----- | ---- | ----- | ----- |
| 1 344 | 1 218 | 1 130 | 1 081 | 1 022 | 1 027 | 934  | 1 003 | 1 004 |

| 1962  | 1968  | 1975  | 1982  | 1990  | 1999  | 2006  | 2008  | 2013  |
| ----- | ----- | ----- | ----- | ----- | ----- | ----- | ----- | ----- |
| 1 831 | 2 047 | 2 096 | 2 238 | 3 062 | 3 262 | 3 925 | 4 089 | 4 267 |

| 2018  | 2022  | - | - | - | - | - | - | - |
| ----- | ----- | - | - | - | - | - | - | - |
| 4 423 | 4 478 | - | - | - | - | - | - | - |

### Manifestations culturelles et festivités
Raid de Jouques, fin mai tous les ans.
La fête de la Musique le 21 juin tous les ans.
Repas républicain le 13 juillet tous les ans.
La fête de la Saint-Baqui le 1er dimanche d'octobre.

### Lieux et monuments

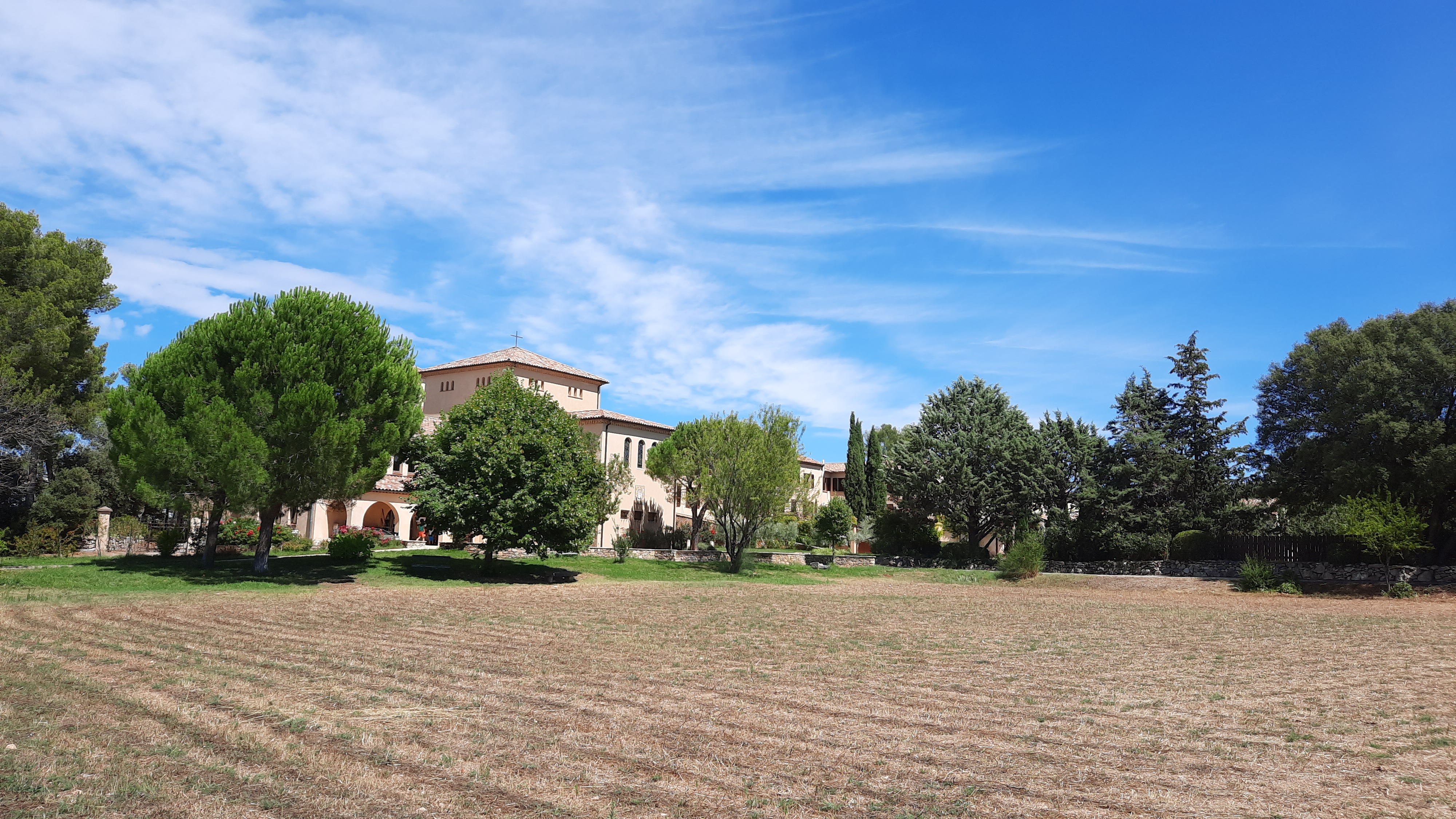
L'abbaye Notre-Dame-de-Fidélité.

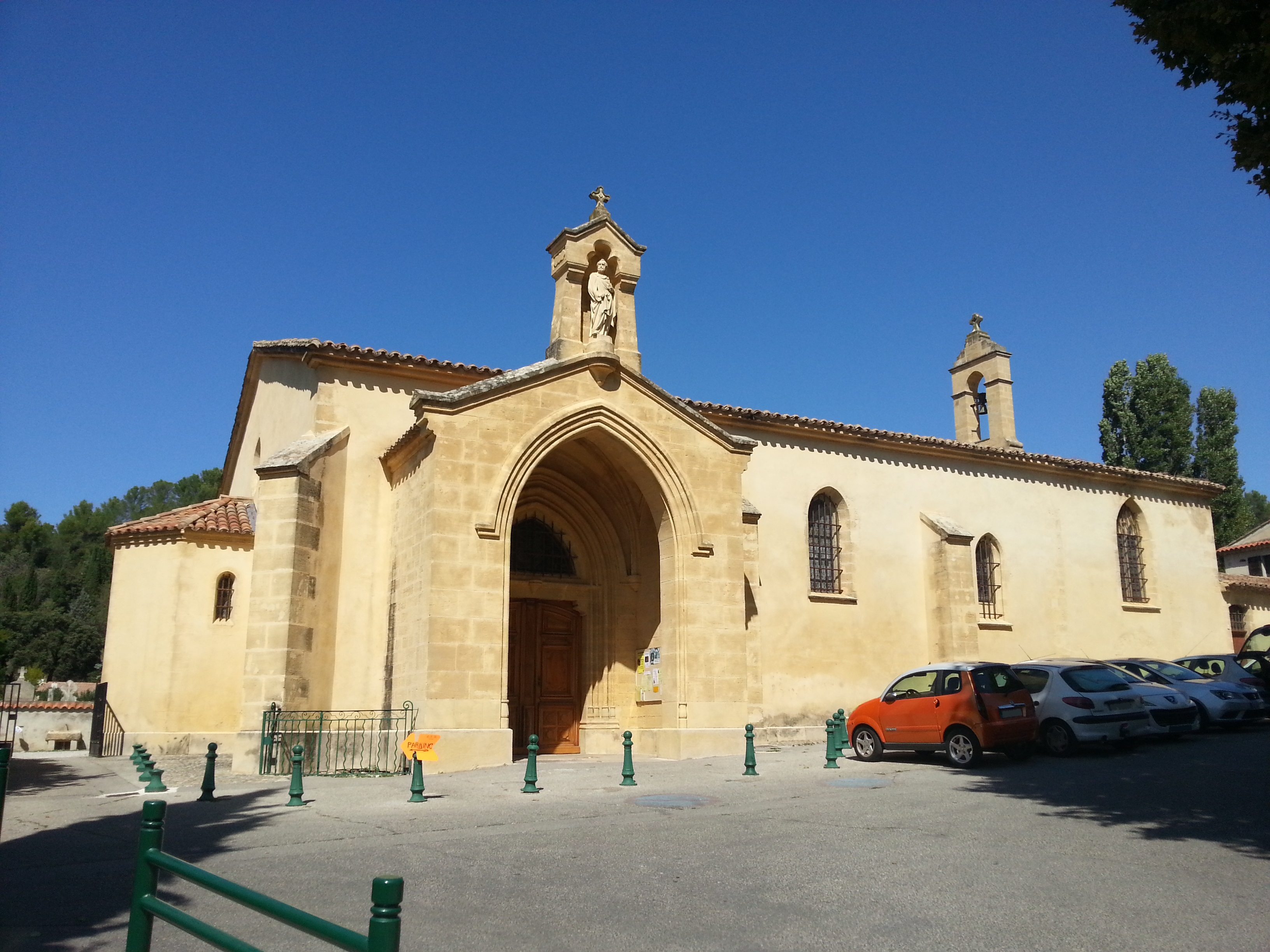
L'église Saint-Pierre près du cimetière.

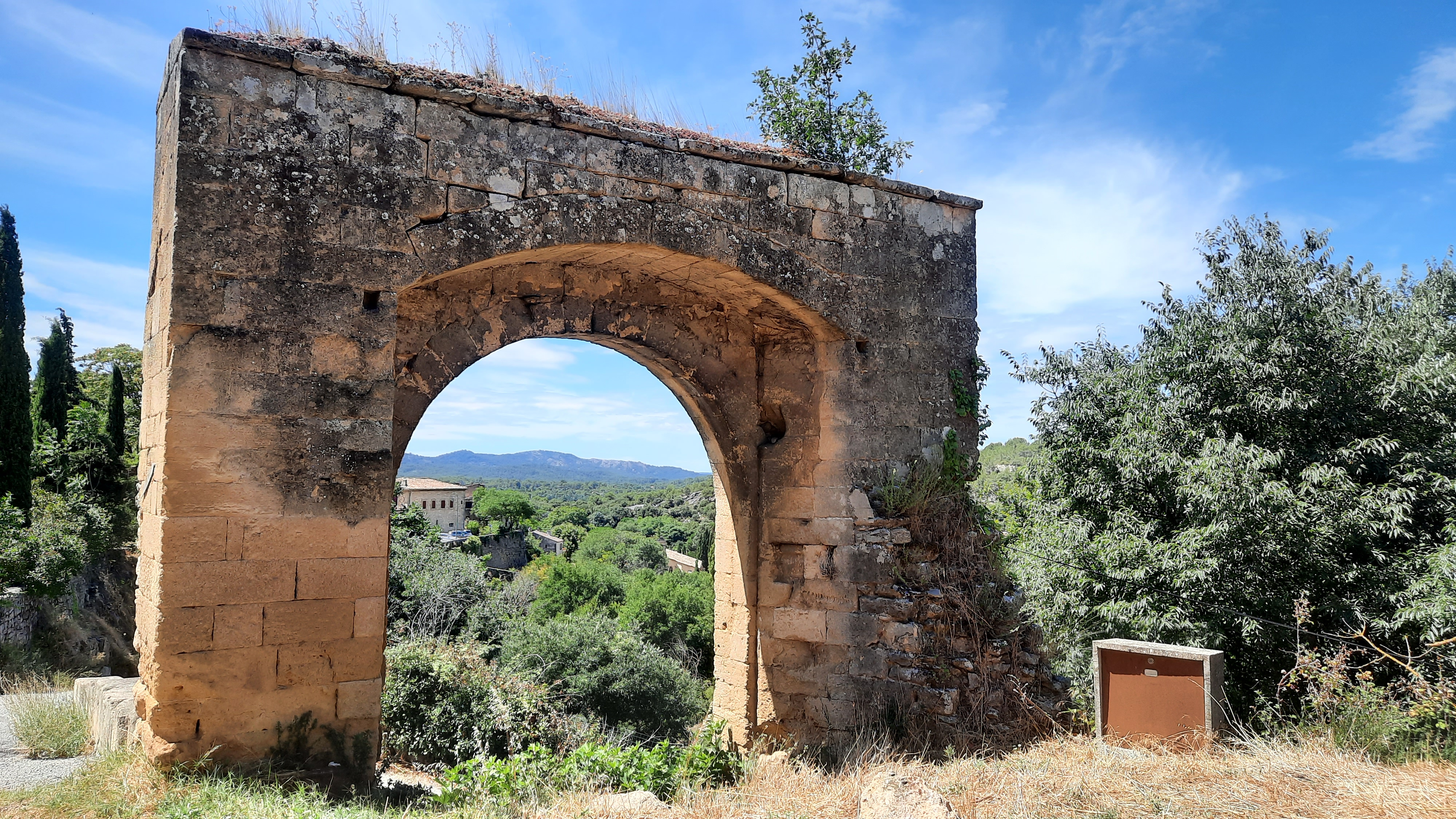
Vestige d'une des anciennes portes d'entrée du village, près de la Tour de l'Horloge.

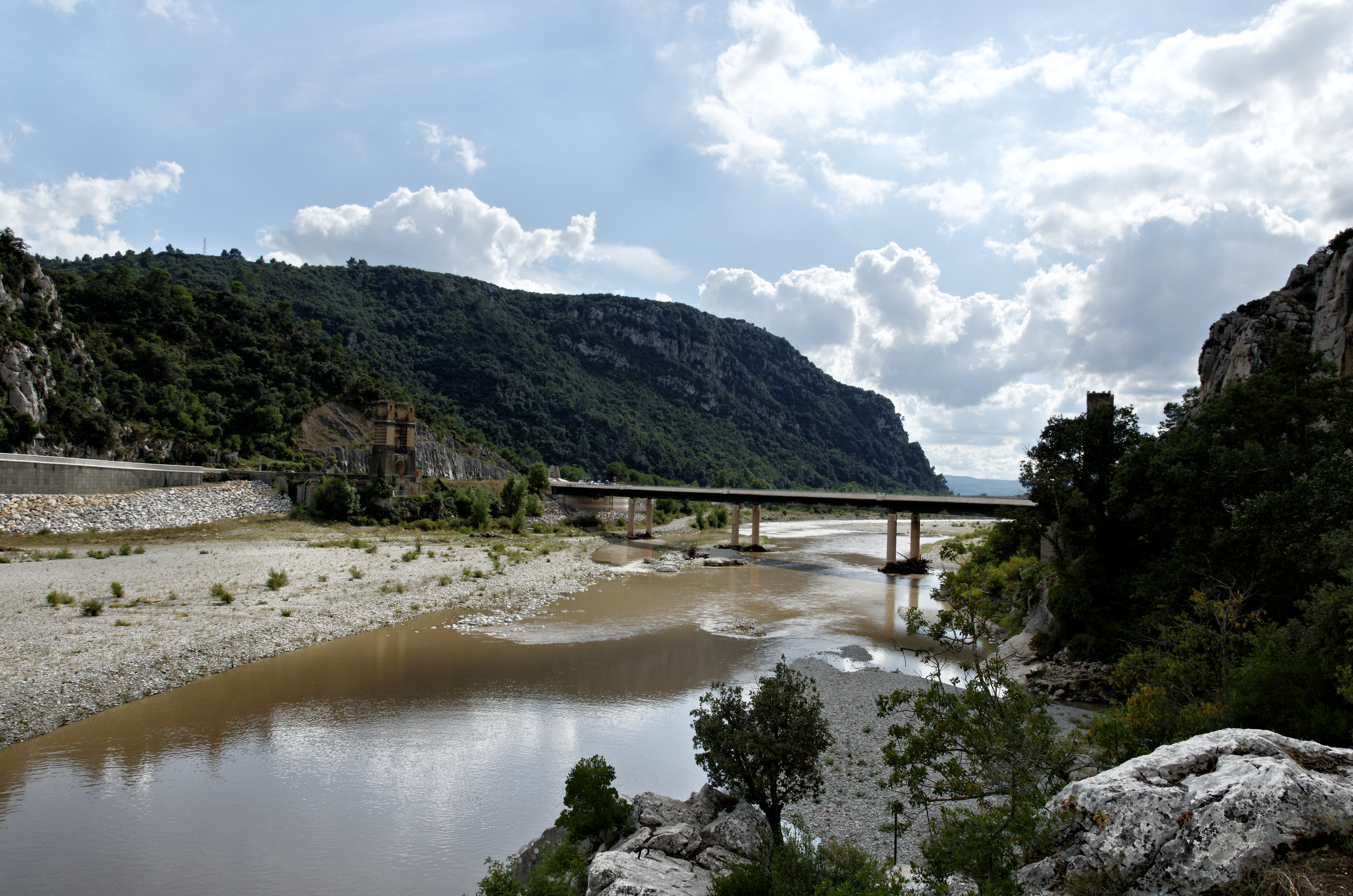
Le pont de Mirabeau et le défilé de Canteperdrix.

- L'abbaye Notre-Dame-de-Fidélité de Jouques, communauté bénédictine fondée en 1968, issue de l'abbaye Saint-Louis-du-Temple de Vauhallan.
- La chapelle Notre-Dame-de-la-Roque, située sur la colline qui domine le centre-ville. Elle a été construite au XIIe siècle et est inscrite aux Monuments historiques[26].

Notre-Dame-de-la-Roque
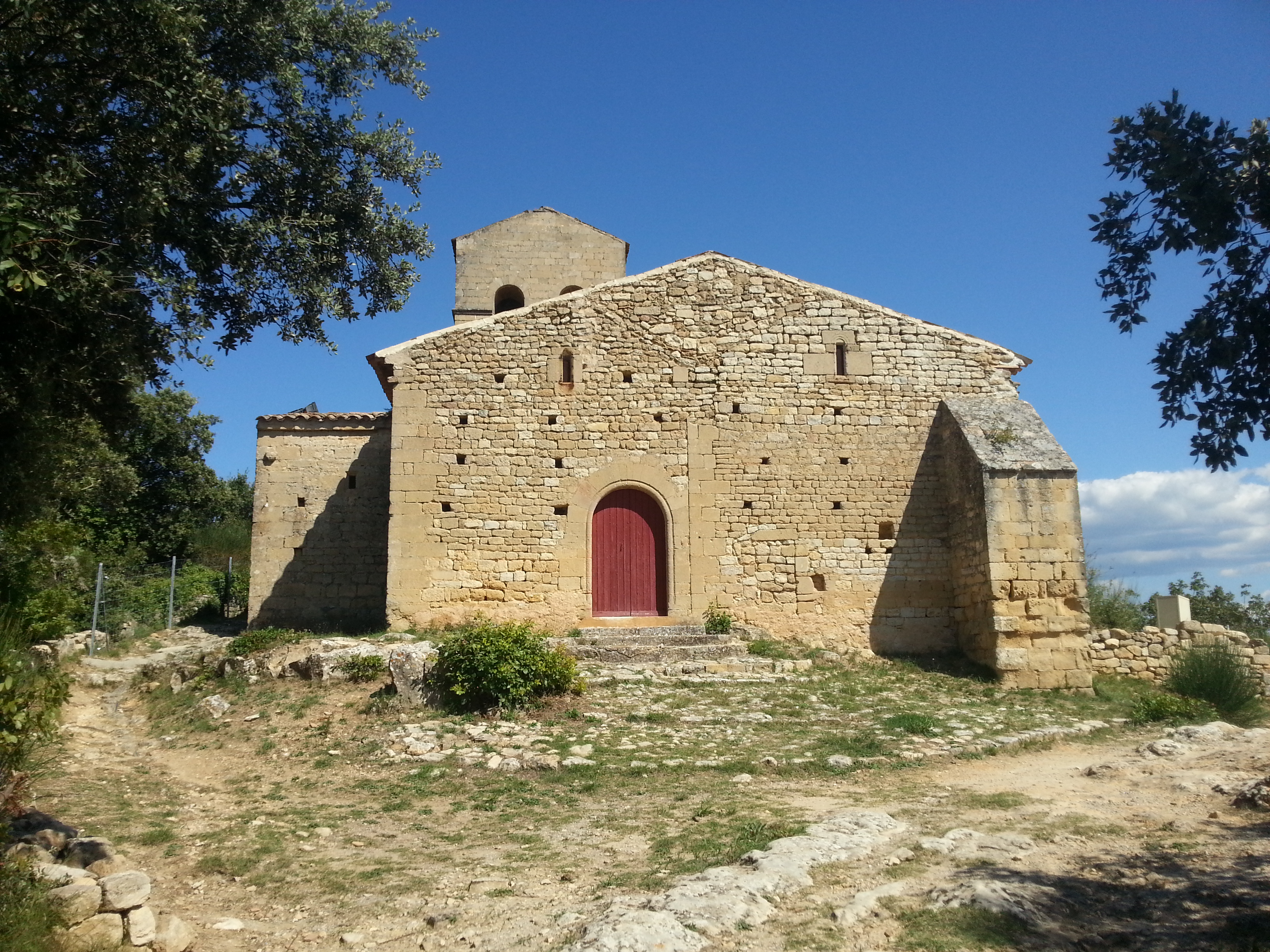
Façade
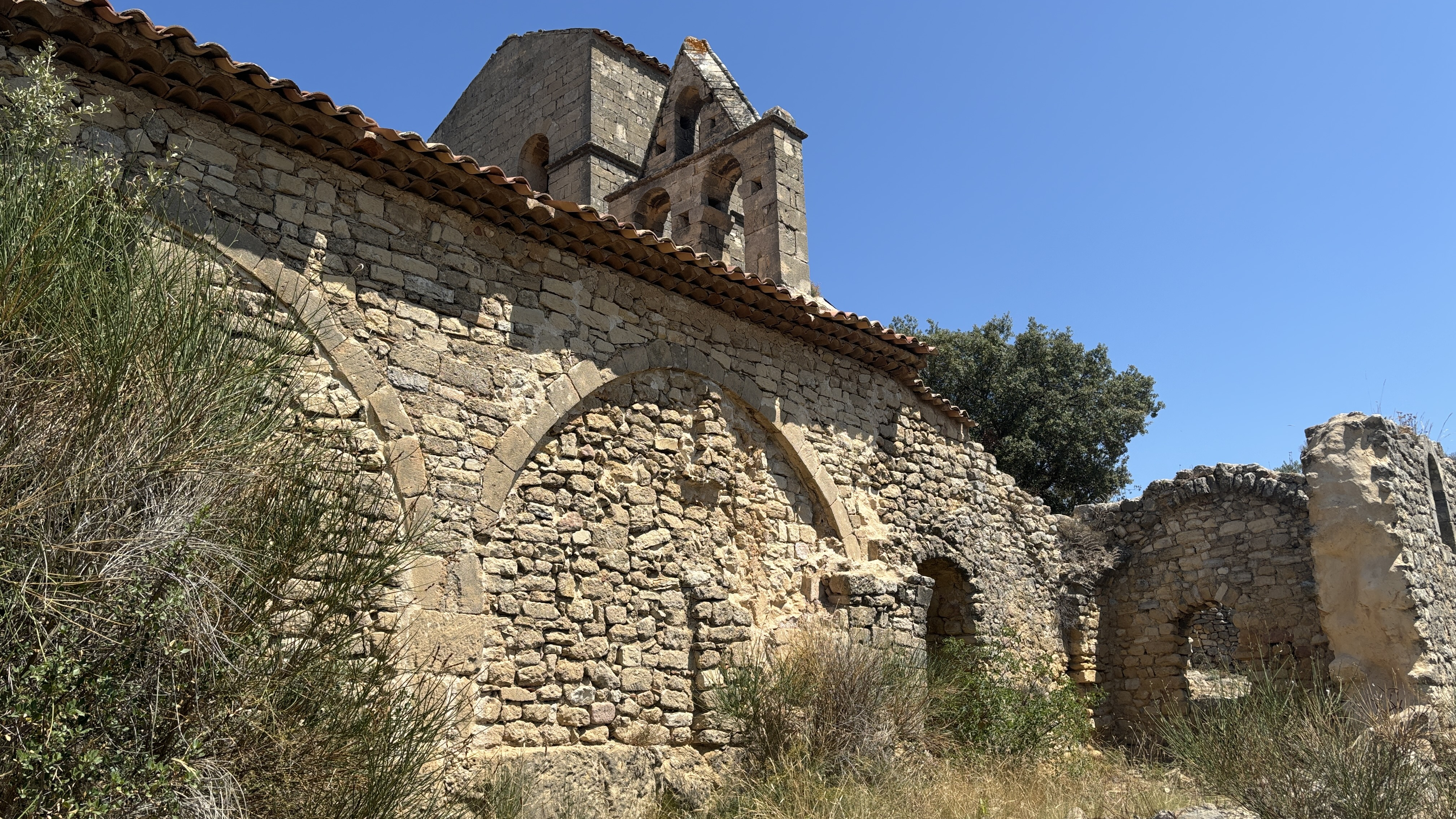
Côté droit
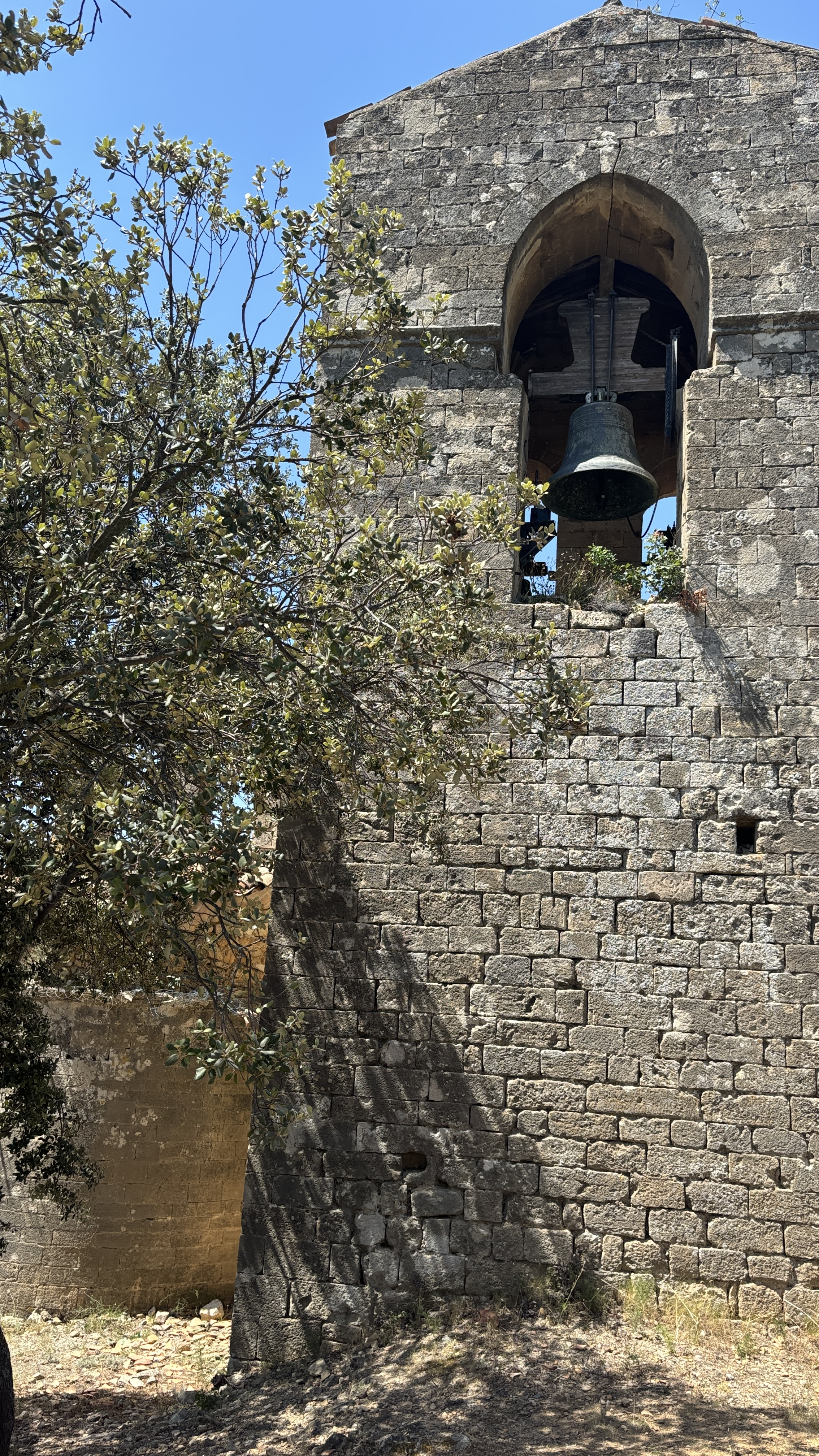
Cloche
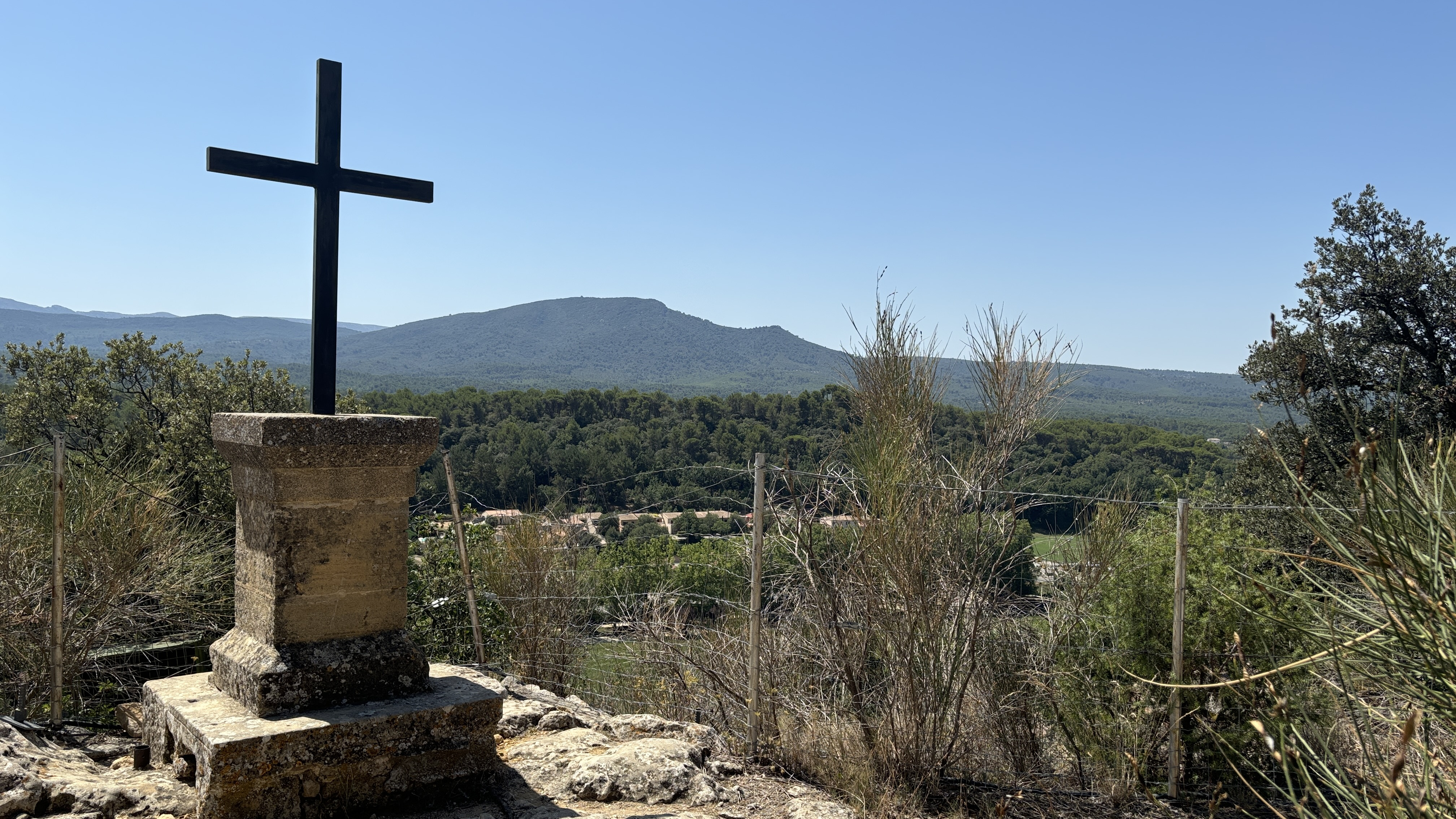
Croix
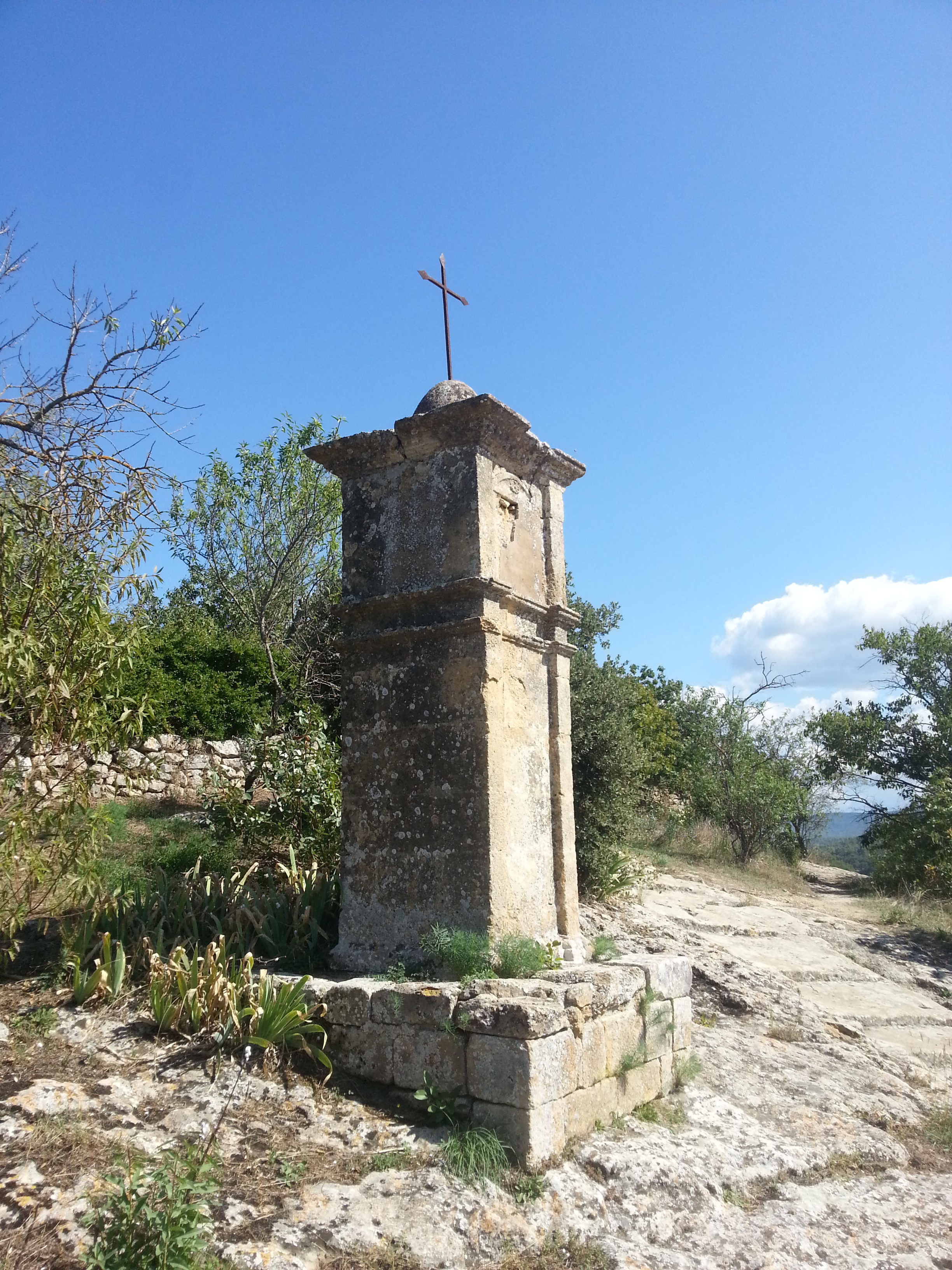
Oratoire

- La chapelle Notre-Dame-de-Consolation.
- L'église Saint-Pierre est classée aux Monuments historiques.
- Le Musée rural d’histoire locale[27].
- La fontaine Saint-Esprit.
- Le moulin Saint-Vincent, moulin d'huile d'olive et distillerie de lavandin[28].
- Le pont de Mirabeau est inscrit aux Monuments historiques, traversant le défilé de Canteperdrix.
- Le plateau de Bèdes. Des arbres sont sculptés en bordure de la D 11, qui relie Jouques à la Durance[29].
- Le circuit du Grand Sambuc.
- Le massif du Concors, point culminant de la commune.
- L'ancien canal du Verdon.
- Les vestiges du château des d'Arbaud-Jouques, château resté inachevé dont il subsiste les aménagements des terrasses.

### Personnalités liées à la commune
- Joseph-Charles-André d'Arbaud, marquis de Mison, baron de Jouques (11 mai 1769 - Aix-en-Provence † 5 juin 1849 - Aix-en-Provence), militaire et haut fonctionnaire français.
- En 1787, Marcel Achard (auteur dramatique et journaliste, 1899-1974) décrit : "... les dehors du village [de Jouques] sont embellis de quatre fontaines placées dans un cours bordé d'arbres et de bancs de pierre..."
- Famille Bonnasse.
- Antoine Sartorio (1885-1988), sculpteur, décédé dans la commune.

### Héraldique
| Armes de Jouques | Les armes peuvent se blasonner ainsi : De gueules à un coq d'or à dextre et une poule d'argent à senestre affrontés sur une terrasse de sinople et un chef d'or, chargé du mot JOUQUES en caractères de sable. |

## Économie
Une centrale hydroélectrique utilisant les eaux de la Durance (via le barrage de Cadarache) est implantée sur la commune depuis 1959.

## Culture et patrimoine
- Église Notre-Dame de la Roque. L'édifice a été inscrit au titre des monuments historiques en 1928.
- Église Saint-Pierre de Jouques. L'édifice a été classé au titre des monuments historiques en 1994.

### Cabanes en pierre sèche
Les cabanes en pierre sèche de la commune ont fait l'objet d'un recensement et d'une étude de 2000 à 2003. Éparpillées sur une bonne partie du territoire, elles renvoient au passé agricole de la commune. Situées en bordure d'anciens champs ou de terrasses, elles servaient de remise à outils, d'entrepôt des récoltes et d’abri pour l’homme, lors des semailles et des moissons. Certaines d’entre elles sont assez grandes pour abriter un mulet, comme l’atteste la présence, à l’intérieur, d’une pierre trouée ou d'un anneau en fer encastré dans la paroi pour attacher l'animal, voire d’une auge en pierre pour le faire boire. Sur la centaine de cabanes recensées, 43 sont de plan circulaire, 50 de plan plus ou moins carré et 7 autres de plans divers. Les voûtes sont construites soit en encorbellement, soit par clavage. De nombreuses toitures sont pourvues d’un tapis végétal souvent planté d’iris qui fleurissent aux mois d’avril et mai, parfois de simples graminées sauvages. Les nombreuses dates gravées semblent toutes corroborer le fait que les cabanes ont été construites au XIXe siècle.

## Galerie

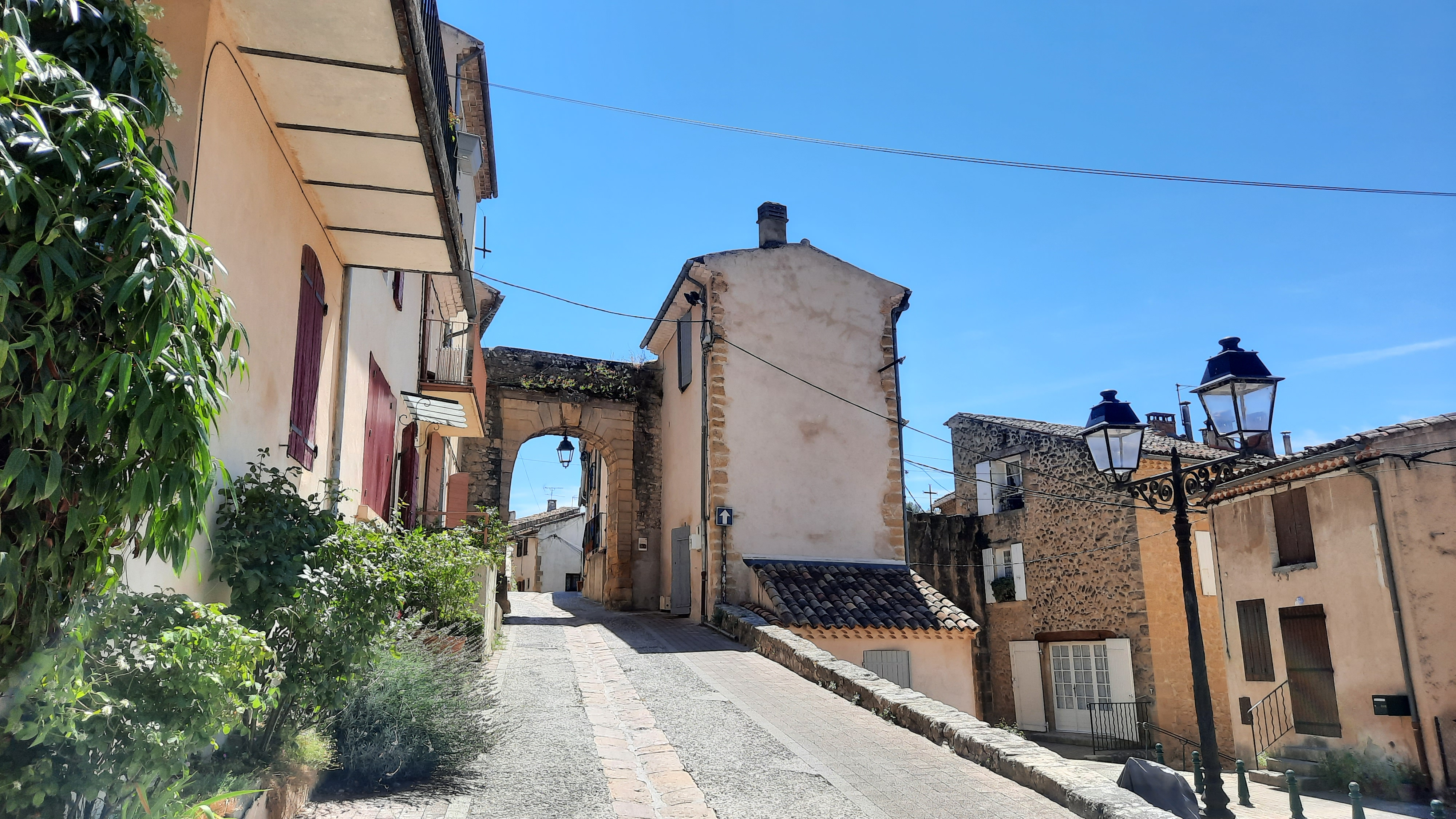
Porte de la rue des Baumes.
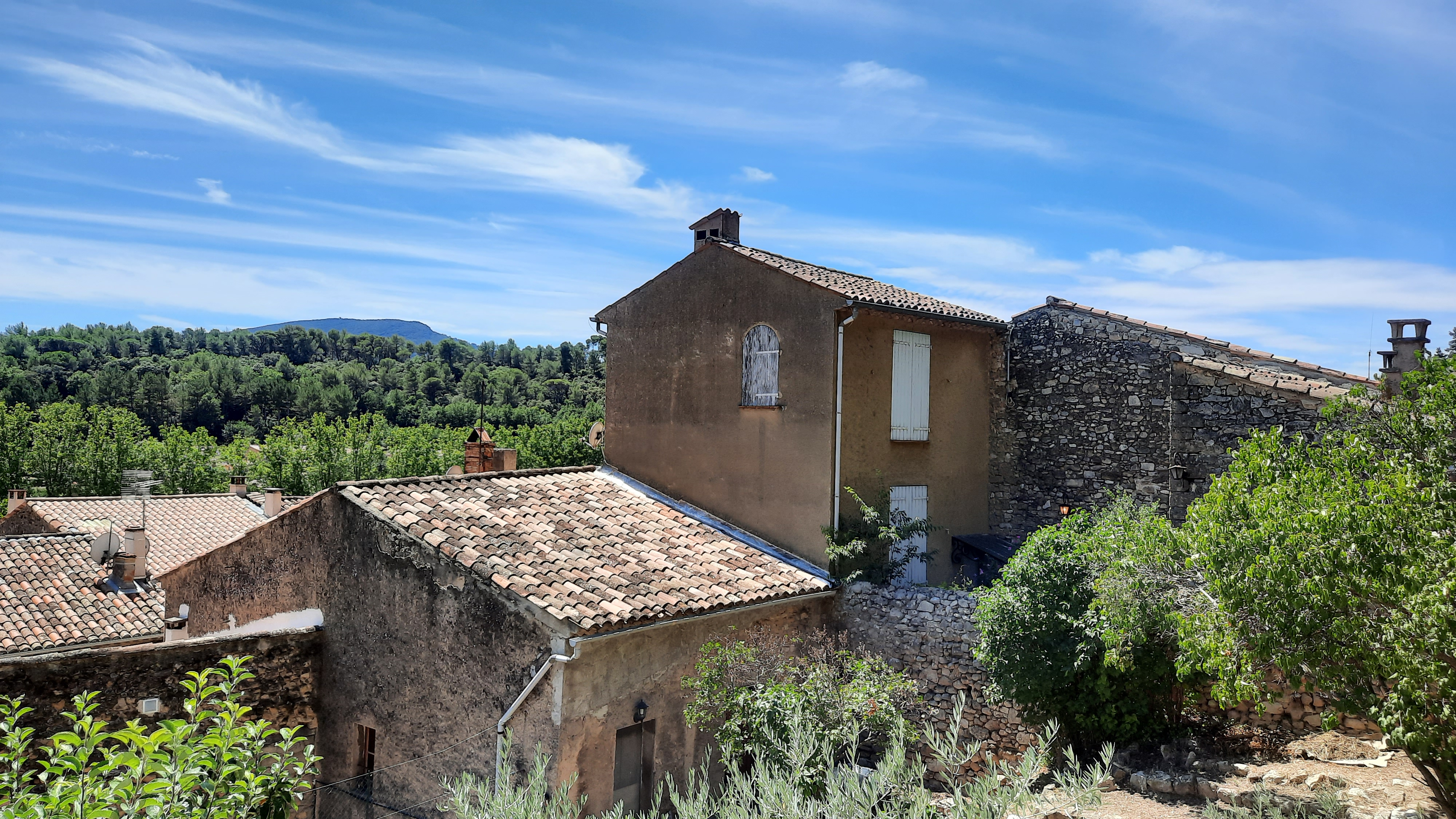
Toits du village au cœur de la Provence.
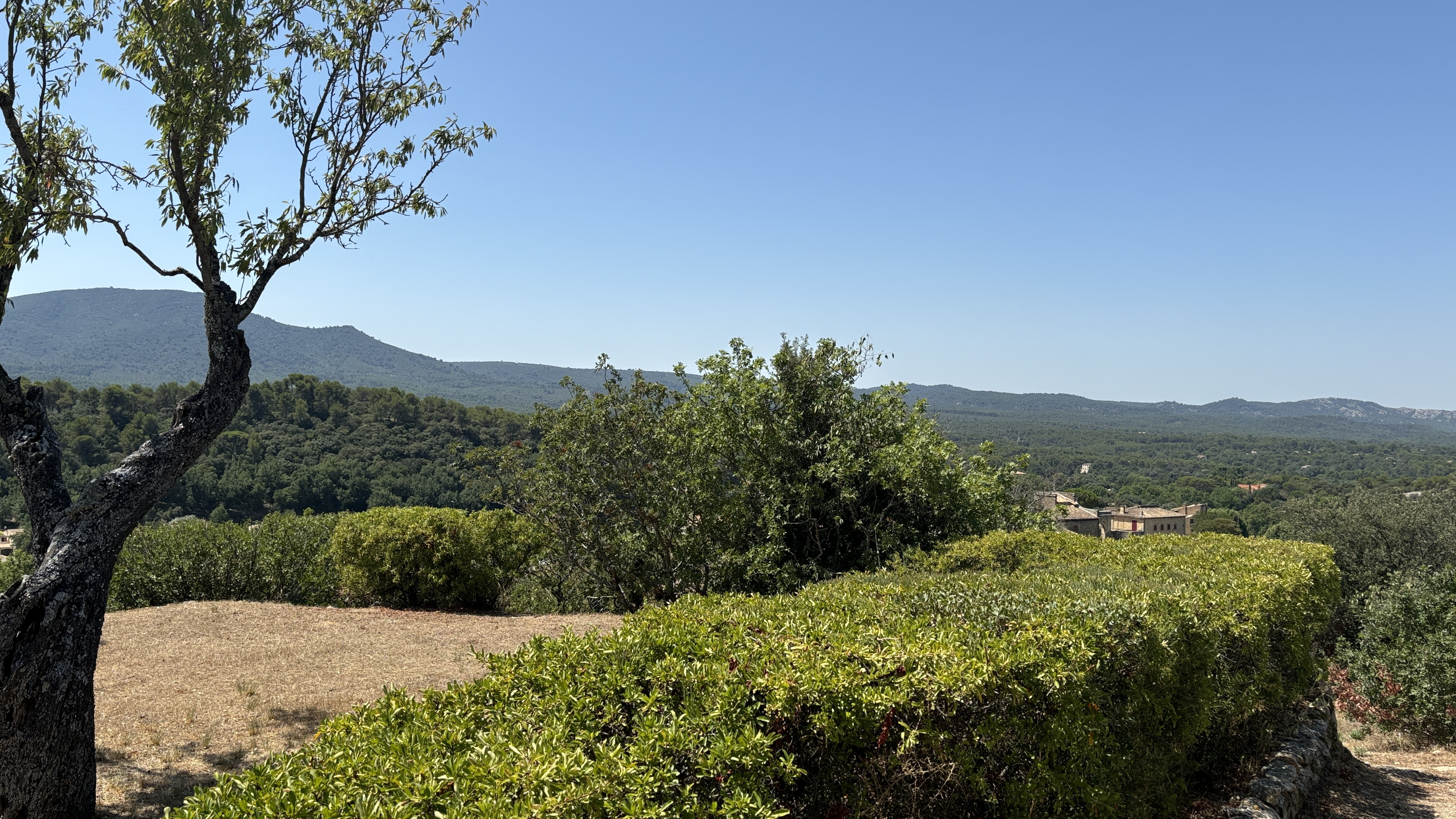
Panorama depuis les hauteurs du village.
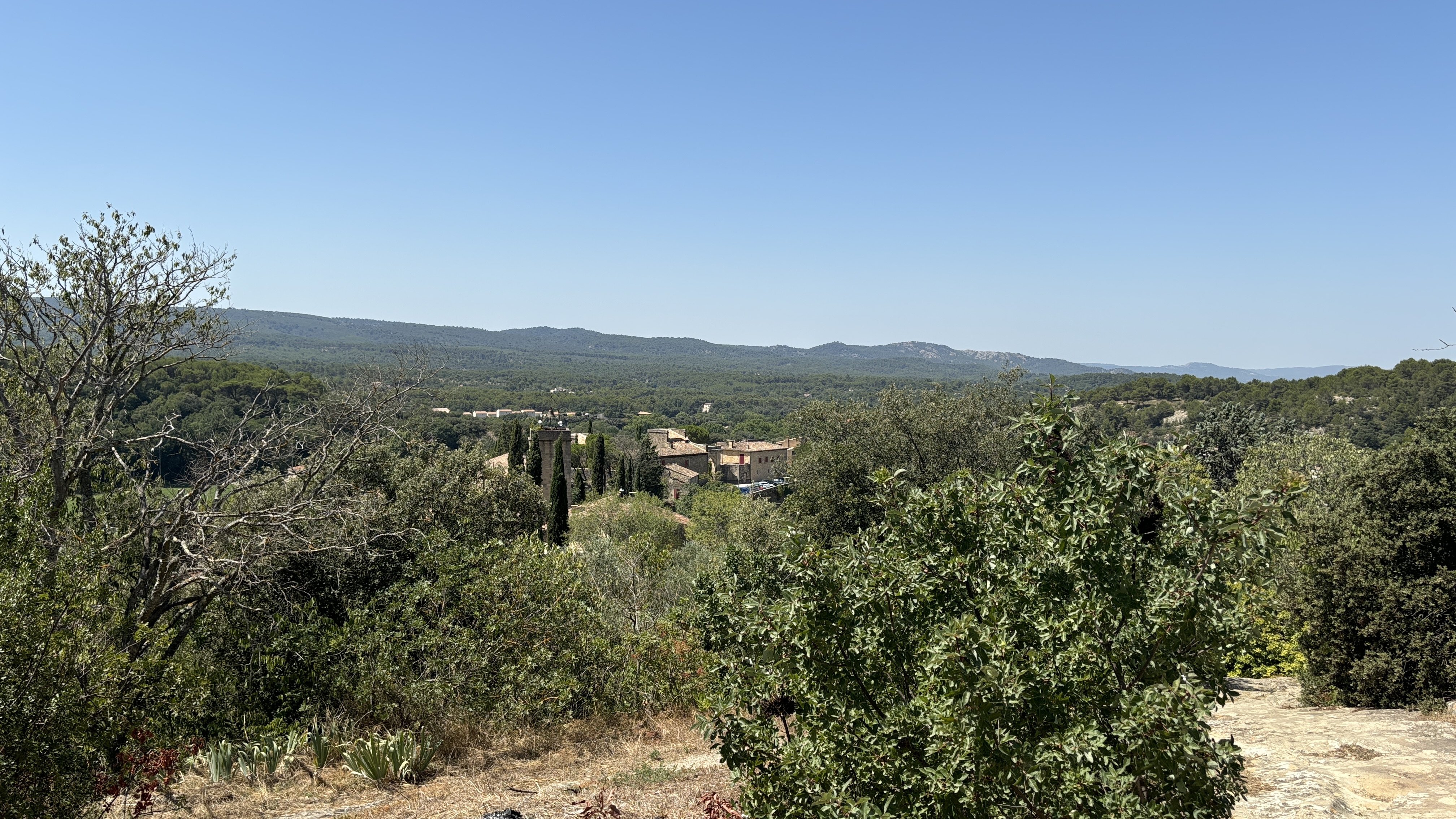
Panorama depuis les hauteurs du village.

Ruelles du village
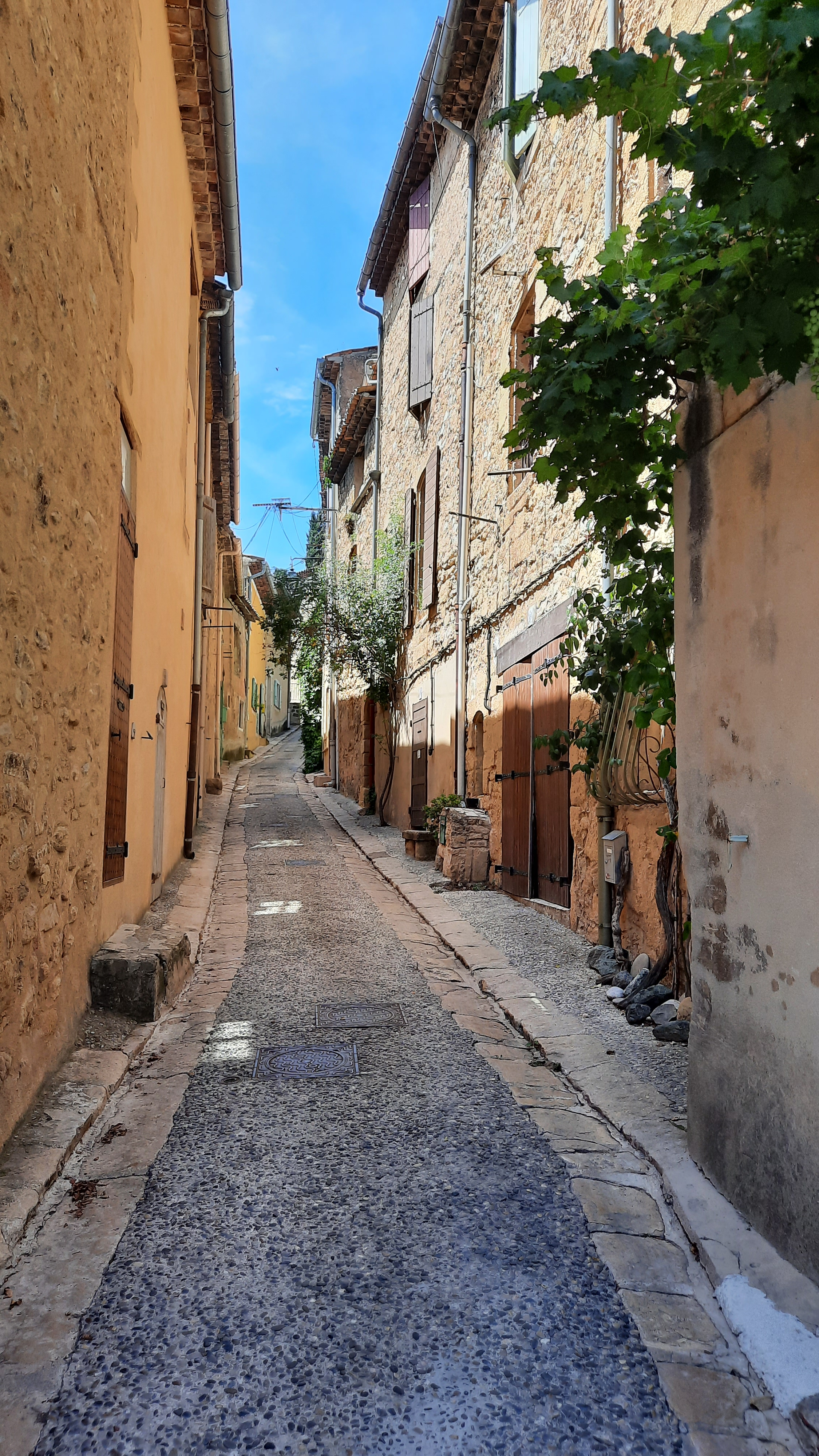
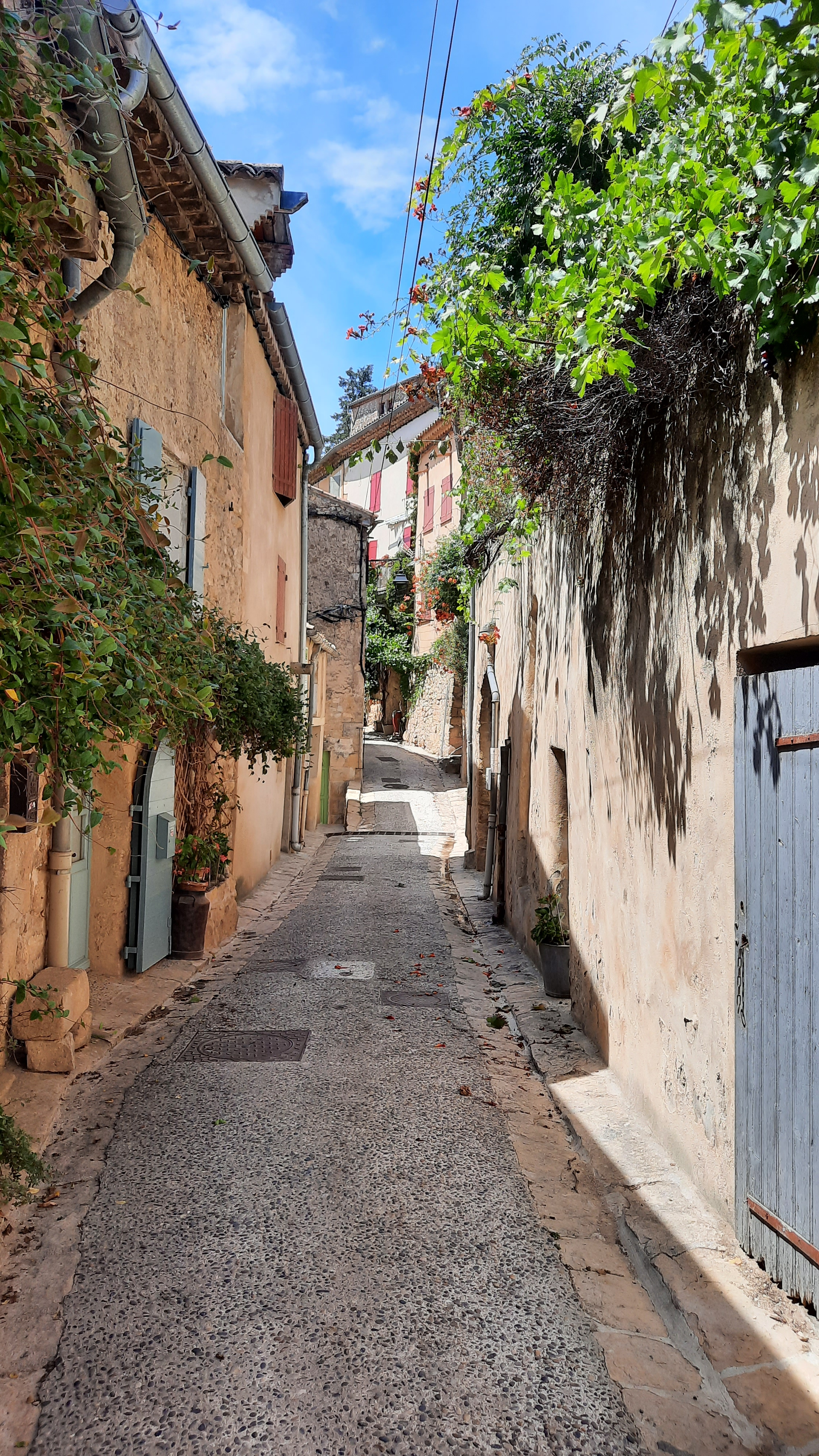
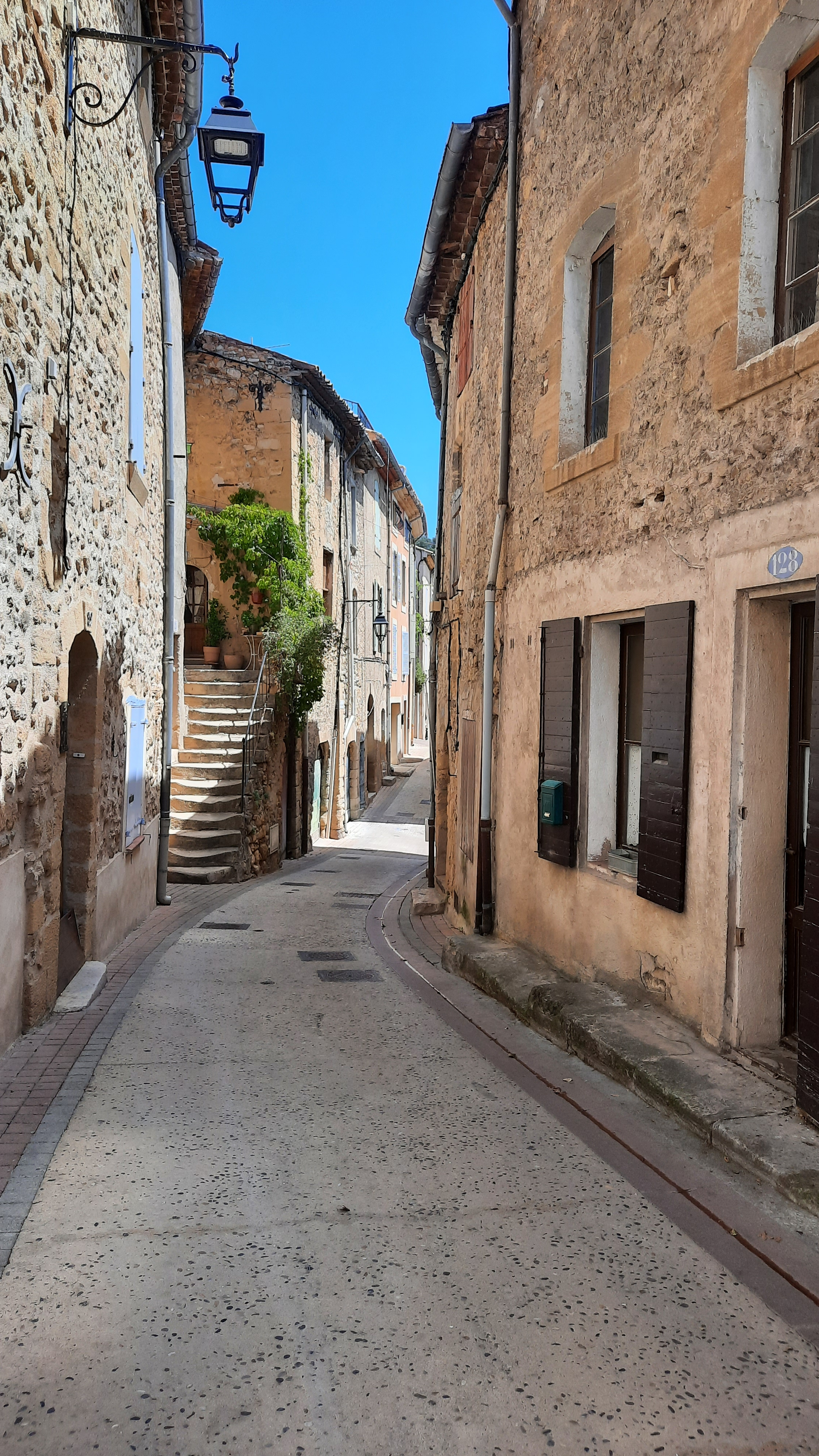
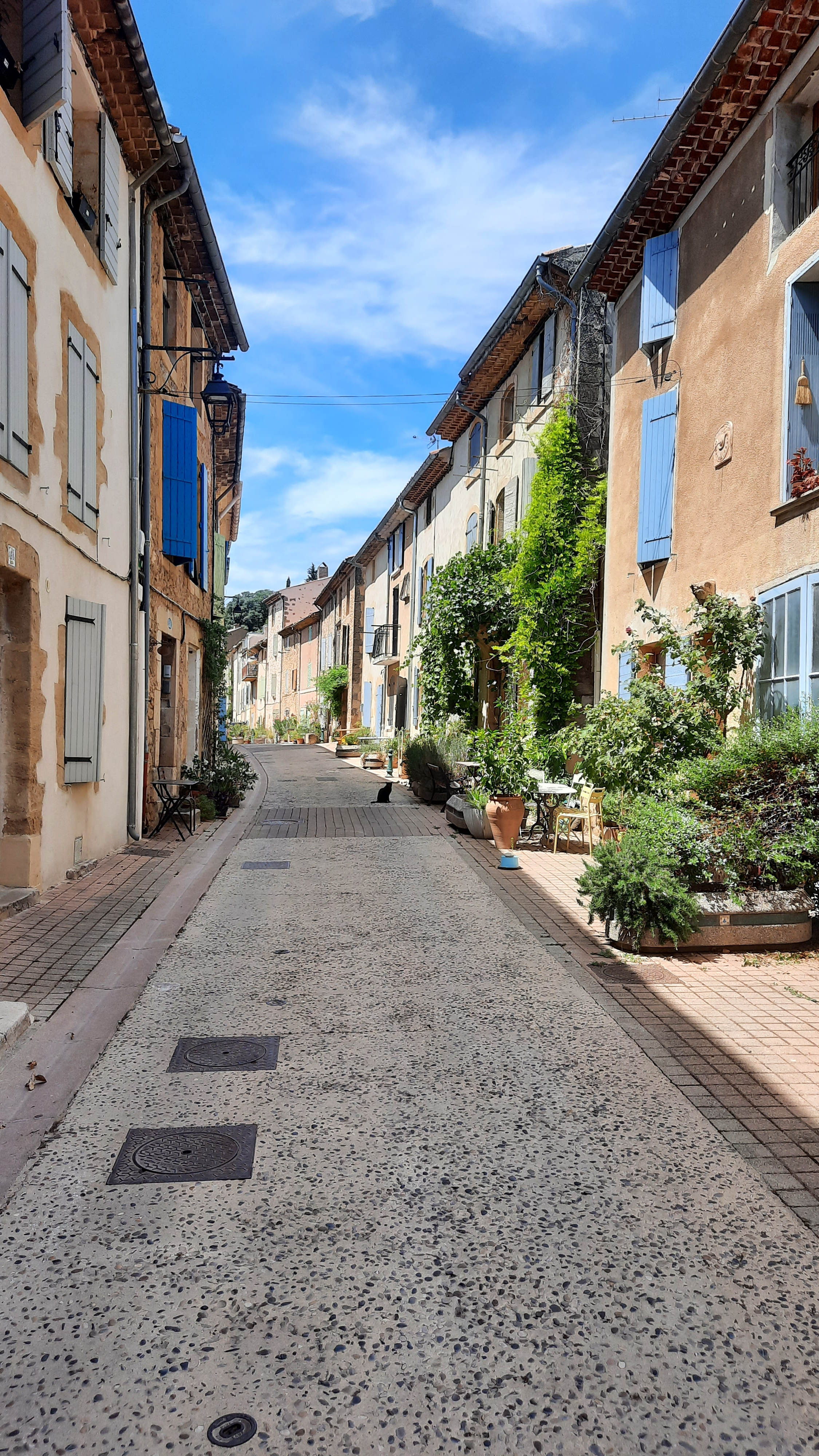